# Gudrun Houlberg
Gudrun Houlberg, född den 21 februari 1889 i Viborg, död den 14 januari 1940 i Rom, var en dansk skådespelare. Hon var gift med operasångaren Helge Nissen.

## Filmografi (urval)
- 1915 – Britta på Backen
- 1920 – Det var en gång...
- 1931 – Præsten i Vejlby